# کله‌جوب (زاغه)
کله‌جوب یک روستا در ایران است که در بخش زاغه شهرستان خرم‌آباد در استان لرستان واقع شده‌است. کله‌جوب ۸۵۱ نفر جمعیت دارد.

## جمعیت
این روستا در دهستان قایدرحمت قرار دارد و براساس سرشماری مرکز آمار ایران در سال ۱۳۸۵، جمعیت آن ۸۵۱ نفر (۱۸۰ خانوار) بوده‌است.